# إريك فأس الدم
إريك هارالدسون (توفي في عام 954) والملقب بإريك فأس الدم أو إريك الأخ المدمر هو حاكم نرويجي عاش خلال القرن العاشر. تشير التكهنات واسعة الانتشار إلى اعتلائه عرش النرويج لفترة وجيزة وعرش نورثمبريا لمرتين (خلال الفترة الممتدة من عام 947 حتى عام 948 والفترة من عام 952 حتى عام 954).

## الخلفية العائلية

### الوالد
تصف وثيقة الوقائع الأنجلوسكسونية إريك بإيجاز على أنه ابن هارولد. في مستهل القرن الثاني عشر، كان عند جون من ووستر سبب دفعه للاعتقاد أن إريك (إريكوس) كان من نسل ملكي إسكندنافي (استخدم عبارة استعملت من قبل للإشارة إلى حاكم نورثمبريا الأيرلندي النوردي سيتريك كاك).
يتجلى ذلك التماثل مع التقليد المستقل للسرد التاريخي النرويجي الشامل والملاحم الآيسلندية التي كانت صريحة في تعريف إريك من نورثمبريا على أنه ابن الملك النرويجي هارالد الأول ذو الشعر الفاتح. قد تقدم القصائد السكالدية المنسوبة إلى الشاعر إيغل سكالاغريمسون تأكيدًا أكبر على صحة هذه الملاحم وذلك على الرغم من الشكوك التي أثيرت حيال تاريخ ومصداقية الأبيات الشعرية في الشكل الذي وصلت فيه. تروي أحد المقاطع الشعرية التي ألفها إيغل اجتماعًا في إنجلترا مع رجل من نسل هارالد، في حين تتصور قصيدة أخرى وجود حاكم في يورك (يورفيك) ينحدر من سلالة هالفدان (هالفدانار) ومن سلالة ينغلينغ (ينغلينغز بورار). يعد التعريف الأخير (في حال ثبتت مصداقيته) المؤشر المباشر الوحيد في السجل التاريخي المعاصر الذي يربط إريك بالسلالة النرويجية الحاكمة.
يعد ملك ليمريك هارالد سيغتريغسون (توفي عام 940) من الأشخاص الآخرين المعروفين من تلك الفترة وهو على الأرجح والد ماكوس وغوفريد. قد يكون ذلك الأمر مصيبًا نظرًا لوصف هذين الشقيقين ووصف شخص آخر -يدعى إريك- كحكام على الجزر (جزر الهبرديس). جاء الملك إدوارد الأول (1272 - 1307) على ذكر شخص يدعى إريك (إريكوس) في رسالة وجهها إلى البابا بونيفاس الثامن. كان إريك يعتلي عرش إسكتلندا ويتبع في نفس الوقت للملك الإنجليزي.
اتجه البعض خلال القرن التاسع عشر للأخذ بالرأي القائل أن ملك الدنمارك هارالد بلوتوث (توفي عام 985) كان والد إريك الحقيقي. فعلى سبيل المثال قام يوهان مارتن لابنبرغ وتشارلز بلومر بربط إريك بابن هارالد المدعو هايرينغ. يعد آدم من بريمن المصدر الموثوق الوحيد الذي يؤكد وجود هذا الابن إذ يدعي في كتابه غيستا (العائد إلى نحو عام 1070) الاستشهاد بكتاب غير معروف يدعى «الأعمال الإنجليزية» لقص حكاية جديرة بالذكر حول مغامرات هايرنغ في البلاد الأجنبية: «بعث هارالد ابنه هايرنغ إلى إنجلترا برفقة جيش. تعرض الأخير للخيانة وقتله النورثمبريين في نهاية المطاف وذلك بعد تمكنه من إخضاع الجزيرة». حتى لو كان صعود إريك وسقوطه مصدر إلهام لهذه القصة فإن الأسماء غير متطابقة وعهد هارالد بلوتوث لا يتماشى مع عهد إريك.

### احتمالية أن يكون لديه شقيق
يذكر الكاتب في النسخة المكتوبة بالنص اللاتيني لملاحم الشمال التي تحمل عنوان «موت الملك إريك» والتي نسخت منذ زمن بعيد من حوليات سجلات يورك المفقودة تفاصيل الأحداث التي أدت إلى وفاة إريك فأس الدم بعد «تعرضه للخيانة من قبل الإيرل أوزولف (أوزولف إيرل بامبورغ) ومواجهته الاحتيال والمكيدة والغدر»... ومقتله على يد الإيرل ماكوس... في معركة ستاينمور... وهناك سقط إيرك مع أبنائه وأشقائه وجميع عناصر جيشه... وشقيقه ريغينالدو [وهي الكلمة اللاتينية لراغنالد أو راغنفالد]... كذلك كان ابنه معروفًا باسم هنريكوس أو هايريكوس [بالشكل اللاتيني] وشقيقه راغنالد أو ريغينالدوس [بالشكل اللاتيني]... سويةً مع ابنه هنريكو الذي أطلق عليه المعلق مايكل وود اسم هاريكر (من اللفظ اللاتيني هايريك أو هنريكوس أو هايريكوس) في سلسلة وثائقية للبي بي سي تعود لعام 1981، بالإضافة إلى «الشقيق راغنالد» (من اللفظ اللاتيني ريغينالدو أو ريغينالدوس). فوجئ المؤرخون بالمراسلة الواردة في ملحمة فاغرسكينا التي تتحدث عن الملكين هاريكر وراغنفالد اللذين قضيا مع إريك في معركته الأخيرة ضد أوزولف (أولاف)، وذلك على الرغم من عدم وجود صلة قرابة تربطهما، ولكن من المؤكد ورود ذكر اسم ابنه في ملاحم الشمال (عبارة «كوم فيليو» بمعنى «مع ابنه») وشقيقه («إت فراتريه» بمعنى «وأخوه»).

### ملك النرويج (الملاحم)
يعد الصراع على العرش النرويجي السمة الطاغية على الملاحم التي تحدثت عن أبناء هارالد المختلفين ولا سيما في الطريقة التي يتجلى بها ذلك خلال عهدي هاكون وابنه إريك. عين هارالد أبنائه كملوك بالوصاية على مقاطعات المملكة المختلفة وأراد لابنه المفضل إريك أن يرث العرش بعيد وفاته بحسب ما جاء في ملحمة هيمسكرينغلا. قتل إريك حاكم منطقة هادلاند راغنفالد بوحشية في خضم صراعه مع أخويه غير الشقيقين تنفيذًا لأوامر والده وحاكم منطقة فيستفولد بيورن فارمان. طبقًا لما تدعيه بعض النصوص التاريخية فإن هارالد سمح لإريك بتقاسم الحكم معه خلال الفترة اللاحقة من حياته. خلف إريك والده هارالد على عرش المملكة بعيد وفاة الأخير وقضى على قوات أخويه غير الشقيقين أولاف وسيغرود واستعاد السيطرة على كامل الأراضي النرويجية. ومع ذلك، كان هاكون وهو الأخ الأصغر غير الشقيق لإريك، يمكث في البلاط الساكسوني الغربي بعدما أرسل إلى هناك وترعرع في كنف الملك أثيلستان (الذي حكم خلال الفترة الممتدة من عام 924 حتى عام 939). اشتُهر عهد إريك بقسوته وطغيانه ولذلك سرعان ما خسر إريك شعبيته بين أبناء طبقة النبلاء النرويجية. عاد هاكون إلى النرويج في تلك اللحظة المواتية ووجد طبقة النبلاء تطوق إلى قبوله كملك عليهم. إذ أطاح النبلاء بإريك الذي ولى هاربًا إلى بريطانيا. ذكرت ملحمة هيمسكرينغلا أن هاكون كان يدين بجزءٍ كبيرٍ من نجاحه إلى سيغورد إيرل لاده.
يعد تحديد تاريخ وطول عهد إريك (قبل وبعد وفاة والده) من المهام الصعبة وربما مستحيلة التحقيق وذلك بحكم التأريخ الزمني المتدخل للمصادر التاريخية المستعملة. كذلك من المؤسف عدم وجود سجل معاصر أو قريب من المعاصر يوثق عهد إريك قصير الأمد في النرويج في حال كان تاريخيًا بكل الأحوال.

### يارلات أوركني (الملاحم)
تختلف الملاحم النوردية في الطريقة التي تتناول فيها الكيفية والطريق اللذين جاء إريك من خلالهما إلى بريطانيا للمرة الأولى عقب طرده من النرويج. تقدم الروايات التاريخية المجملة النسخ الأكثر إيجازًا. ينتقل ثيودوريكوس مباشرةً إلى وصول إريك إلى إنجلترا وترحيب الملك أثيلستان به وتصف فترة حكمه الوجيزة ووفاته بعيد ذلك. وبالمثل فإن وثيقة «تاريخ النرويج» تحدثت عن فراره مباشرةً إلى إنجلترا واستقبال أخيه غير الشقيق هاكون له وتعمده على يد أثيلستان وتسلمه مقاليد الحكم في نورثمبريا. نفي إريك من البلاد بعدما أضحى حكمه لا يطاق وقتِل في رحلة استكشافية في إسبانيا. ذهب إريك إلى الدنمارك أولًا بحسب ما جاء وثيقة «آغريب». إذ كانت الدنمارك مسقط رأس زوجته طبقًا لوثيقة «تاريخ النرويج» وبالتالي مثلت قاعدةً شعبيةً له إذ كان يتوقع أن يحشد بعض الدعم هناك، غير أن النص لا يذكر ادعاءات من هذا القبيل.
ومع ذلك فإن الملاحم اللاحقة توسعت كثيرًا في ذكر نشاطات إريك في الفترة التي فصلت بين عهده في النرويج ونورثمبريا وادعت تبنيه لنمط حياة ضاري في الإغارة سواء أكان ذلك بغرض تحقيق غاية اقتصادية أو سياسية على المدى الطويل. استطاع والد إريك إخضاع يارلية أوركني التي مثلت قاعدة للفايكنغ في ما مضى وبسط سيطرته عليها. تذكر ملحمة فاغرسكينا (العائدة إلى نحو عام 1220) أخبار ابنته راغنهيلد وتزوجها من الإيرل هافارد من جزر أوركني ولكنها لم تتحدث عن نزول إريك على الجزيرة. تتحدث ملحمة جزيرة أوركني التي يرجع تاريخ كتابتها إلى عام 1200 عن تواجده في أوركني وتحالفه مع اليارلين أركنل وإرلاند وهما أبناء تورف-إينار ولكن لم يحصل ذلك قبل أن يتحداه أولاف على حكم نورثمبريا.